# Svartögrynnan
Svartögrynnan är en ö i Finland. Den ligger i Bottenhavet och i kommunen Närpes i den ekonomiska regionen  Sydösterbotten i landskapet Österbotten, i den västra delen av landet. Ön ligger omkring 85 kilometer söder om Vasa och omkring 310 kilometer nordväst om Helsingfors.
Öns area är 2 hektar och dess största längd är 380 meter i nord-sydlig riktning.